# Якубова, Алия Мирфаисовна
Алия Мирфаисовна Якубова (род. 1 июня 1981, Москва, РСФСР, СССР) — российская писательница. Автор ряда произведений, героями которых в основном являются вампиры и оборотни.

## Биография
Родилась в Москве 1 июня 1981 года. В 1998 году окончила школу и поступила в Российский государственный торгово-экономический университет. Опубликовала несколько произведений в жанре мистики в журнале «Самиздат» . Большое влияние на её творчество оказали книги Энн Райс и Лорел Гамильтон. После окончания университета поступила на работу в Министерство имущественных отношений Московской области, совмещая службу с писательской деятельностью.
В 2005—2006 гг издательством «Армада» были опубликованы 3 книги Алии Якубовой общим тиражом 26 000 экземпляров.

## Произведения
Я пишу для тех, кому не безразлична романтика ночи, и кто любит задаваться вопросом «А что было бы, если бы…», кого не пугают создания ночи (ведь и они могут быть очень милыми!) и кто не загоняет себя в религиозные рамки, а смотрит на мир широко открытыми глазами.

### Цикл «Вампирские истории»
1. История одного вампира.
2. Дети ночи: Встреча в Венеции.
3. Дети ночи: Ненависть в цепях дружбы.
4. Дети ночи: Печать Феникса.
5. Владычица ночи: Завоевание.
6. Владычица ночи: Обретение.
7. Владычица ночи: История Антуана.
8. Дети ночи: Путь палача.
9. Владычица Ночи: Дитя Смерти.
10. Дорога багряной росы.

### Цикл «История оборотня»
1. Миссия оборотня.
2. Месть из прошлого.
3. Война на личном фронте.
4. Неизбежный союз или Контракт на жизнь.
5. Параллели семейных уз.
6. Волчьи судьбы.
7. Выбор единорога.
8. Жестокие радости.
9. Эльфийское триединство.
10. Счастье для Некроманта или божественная демонология.

## Публикации
1. Владычица ночи. Трилогия. — М.: «Армада», 2005, тираж 9000, ISBN 5-93556-602-8
2. История одного вампира. — М.: «Армада», 2006, тираж 9000, ISBN 5-93556-618-4
3. Путь Палача. — М.: «Армада», 2006, тираж 8000, ISBN 5-93556-638-9